# Sauvagesieae
Sauvagesieae es una tribu de la familia Ochnaceae.  El género tipo es Sauvagesia L.
Comprende los siguientes géneros:

## Géneros
Según GRIN:
- Adenanthe Maguire et al. ~ Tyleria Gleason
- Adenarake Maguire & Wurdack
- Blastemanthus Planch.
- Cespedesia Goudot
- Distephania Gagnep. = Indosinia J. E. Vidal
- Euthemis Jack
- Fleurydora A. Chev.
- Fournieria Tiegh. = Cespedesia Goudot
- Godoya Ruiz & Pav.
- Indosinia J. E. Vidal
- Indovethia Boerl. = Sauvagesia L.
- Krukoviella A. C. Sm.
- Lauradia Vand. = Sauvagesia L.
- Lavradia Vell. ex Vand. = Sauvagesia L.
- Leitgebia Eichler = Sauvagesia L.
- Neckia Korth. = Sauvagesia L.
- Pentaspatella Gleason = Sauvagesia L.
- Planchonella Tiegh. = Krukoviella A. C. Sm.
- Poecilandra Tul.
- Rhytidanthera Tiegh.
- Roraimanthus Gleason = Sauvagesia L.
- Sauvagesia L.
- Schuurmansia Blume
- Schuurmansiella Hallier f.
- Sinia Diels = Sauvagesia L.
- Testulea Pellegr.
- Tyleria Gleason
- Vausagesia Baill. = Sauvagesia L.
- Wallacea Spruce ex Benth. & Hook. f.